# الزيج الطليطلي
جداول طليطلة هي جداول فلكية استخدامت للتنبؤ بحركات الشمس والقمر والكواكب بالنسبة إلى النجوم الثابتة. تم الانتهاء منها حولي العام 1080 من قبل مجموعة من علماء الفلك العرب في مدينة طليطلة. في علم الفلك الحديث، تسمى جداول حركات الأجسام الفلكية بالتقويم الفلكي.
تستند جداول طليطلة جزئيا على عمل إبراهيم بن يحيى الزرقالي المعروف بـابن الزّرقالة والزرقاليّ المستحدثة في لهجة العصر إلى «الزركالي» و «الزركلي» ويعرف في (باللاتينية: Arzachel) ‏ عالم رياضيات وفلكي أندلسي، يصنف من بين أعظم راصدي الفلك.